# Fortuna Babelsberg
Ne pas confondre avec le SV Babelsberg 03
Maillots
Le Fortuna Babelsberg est un club sportif allemand localisé dans le quartier "Am Stern" de la ville de Potsdam, dans le Brandebourg.

## Histoire
L’actuel Fortuna est issu du Sportgruppe Babelsberg ou SG Babelsberg constitué en 1946 par d’anciens membres de clubs locaux qui existèrent avant la Seconde Guerre mondiale.
Il y eut ainsi le SpVgg Potsdam 03 (fondé en 1903) et le VfL Eintracht 06 Babelsberg et le Concordia 1906 Babelsberg (qui furent créés tous les deux en 1906). Le Concordia comme les autres clubs considérés comme "socialiste" avait été dissous par les Nazis dès leur arrivée au pouvoir en 1933.
Attention, en 1948, d’autres anciens membres des clubs cités ci-dessus furent aussi à la base de la constitution d’un autre Sportgruppe, le SG Karl Marx Babelsberg.
Pour rappel, en 1945, tous les clubs et associations allemands furent dissous par les Alliés (voir Directive n°23). Des entités locales, au départ avec des activités locales purent être formées après accord des autorités militaires de la région concernée, ce furent les Sportgruppe ou SG

### Époque de la RDA
Comme tout le Brandebourg, la ville de Potsdam se retrouva en Zone soviétique, puis en RDA à partir de 1949.
À partir de ce moment, le SG Babelsberg vécut et changea d’appellation au rythme des humeurs des autorités communistes.
En 1948, le SG Babelsberg termina vice-champion du Brandebourg et gagna le droit de participer au tour final de la Zone soviétique (en Allemand: Ostzonemeisterschaft). Il s’y inclina au tour préliminaire contre le SG Meerane (3-1). Ce fut la dernière compétition avant 1990 où le championnat allemand regroupa les équipes de tout le territoire. Le SG Planitz vainqueur de ce Ostzonemeisterschaft 1948 se vit d’ailleurs interdire l’accès au tour final national par les autorités soviétiques.
L’année suivante, le SG Babelsberg conquit le titre du Brandebourg et retourna au tour final du Ostzonemeisterschaft 1949. Mais il s’inclina en Quarts de finale contre le même adversaire que la saison précédente : le SG Meerane (3-2).
Dans ce qui devint la RDA, en octobre 1949, toutes les activités sportives étaient à cette époque placées sous la direction et le contrôle du Deutscher Sportausschuß. Ce comité transforma les clubs en Bertriebsportgemeinschaft (BSG ), des communautés sportives d’entreprise ou corporative.
Le SG Babelsberg devint donc le BSG Märkische Volksstimme Babelsberg. Le "Märkische Volkstimme" (littéralement: la Voix du Peuple de la Marche) était le journal officiel du SED (parti unique est-allemand) dans la région. Après l’instauration des Sportvereinigungen, en 1950, le club devint le BSG Rotation Babelsberg.
Ces bons résultats permirent au club de se qualifier pour la DDR-Oberliga, la plus haute série de la zone Est, créée pour la saison 1949-1950. Il y resta jusqu’en 1958.
La saison suivante, le cercle manqua de peu la remontée immédiate en terminant 3e derrière Chemie Halle et Aufbau Magdeburg.
À la fin de l’année 1960 , alors qu’il a terminé 10e sur 14 et est donc sportivement sauvé, le club est renvoyé en II. DDR-Liga (niveau 3). La raison de cette relégation est un choix des dirigeants politiques. Le BSG Rotation Babelsberg fut remplacé en I. DDR-Liga par le SC Potsdam, un club créé expressément dans ce but. La majorité des meilleurs éléments du Rotation Babelsberg furent transférés vers l’équipe le SC Potsdam !
Lors du championnat 1963-1964, le principe de I. DDR-Liga / II. DDR-Liga fut supprimé et les Bezirksligen redevinrent le 3e niveau de la hiérarchie de la Deutscher Fussball Verband (DFV).
Le BSG Rotation Babelsberg évolua alors dans la Bezirksliga Potsdam. En 1966, la section football du BSG Rotation  passa au BSG Motor Babelsberg, un autre club de la localité resté anonymement dans les séries inférieures. Le 3 mai 1969, BSG Rotation Babelsberg devint BSG DEFA Babelsberg. Sa nouvelle section football remonta en Bezirksliga Potsdam après un an. 
Le BSG DEFA rejoua en Bezirksliga jusqu’en 1975. Relégué, il revint en 1976, mais redescendit aussitôt. Ensuite, il ne dépassa plus le niveau 4.
En 1984, DEFA Babelsberg descendit en Kreisliga et retourna en Bezirksklasse en 1986.

### Depuis 1990
Après la Chute du Mur de Berlin et la réunification allemande, le BSG DEFA Babelsberg redevint un organisme civil que ses membres reconstituèrent sous le nom de Fortuna Babelsberg.
En 1992, le club monta en Landesliga Brandeburg puis deux ans plus tard, il accéda à la plus haute ligue de sa région, la Verbansliga Brandenburg.
En 1999, le Fortuna Babelsberg redescendit en Landesliga Brandeburg où il évolue encore en 2010 en football-2011 en football, soit le 7e niveau de la hiérarchie de la DFB.

## Palmarès
- Champion du Brandebourg: 1949.
- Vice-champion du Brandebourg: 1948.

## Joueurs connus
Trois joueurs du BSG Rotation Babelsberg portèrent le maillot de la sélection de RDA:
- Karl-Heinz Wohlfahrt 2 caps
- Johannes Schöne 3 caps
- Willi Marquardt 1 cap